# Проспект Королёва (Королёв)
Проспе́кт Королёва — улица в центре города Королёв, одна из важнейших его магистралей, относится к историческому району Новые Подлипки.

## История
После объединения городов Калининград и Костино в 1960 году руководством города было принято решение о строительстве дороги, соединяющей две части объединённого города. К 1975 году дорога через село Куракино и поле была построена. Проспект был назван в честь академика С. П. Королева, работавшего ранее в городе Калининграде.
Проспект начинается памятника С. П. Королёву работы скульптора С. А. Щербакова. Памятник открыт в 1988 году. Территория вокруг памятника была покрыта бетонными плитами. 
В центре проспекта по обеим сторонам построены здания Молодежного жилого комплекса (МЖК) серии II-68. В 2000-х годах организаторам МЖК предлагалось построить на проспекте здания по индивидуальным проектам, которые бы украсили облик улицы, однако в целях ускорения застройки организаторы отказались от этого. В 2010-х годах построенные здания МЖК были заслонены домами современной архитектуры из стекла и бетона. Также в центральной части проспекта находится ЗАГС, напротив него установлен символический металлический мостик и символ сердца, обвитый живыми цветами.
Завершается проспект большим камнем с табличкой, повествующей, что здесь будет установлен памятник в честь первого полета человека в космос. Доминантное здание конца проспекта — 24-х этажный дом, построенный силами РКК «Энергия», увенчанный символом корпорации с изображение первого спутника Земли.
На аллее проспекта, в разных его местах высажены каштаны и редкие породы деревьев, тротуары вымощены плиткой.

## Трасса

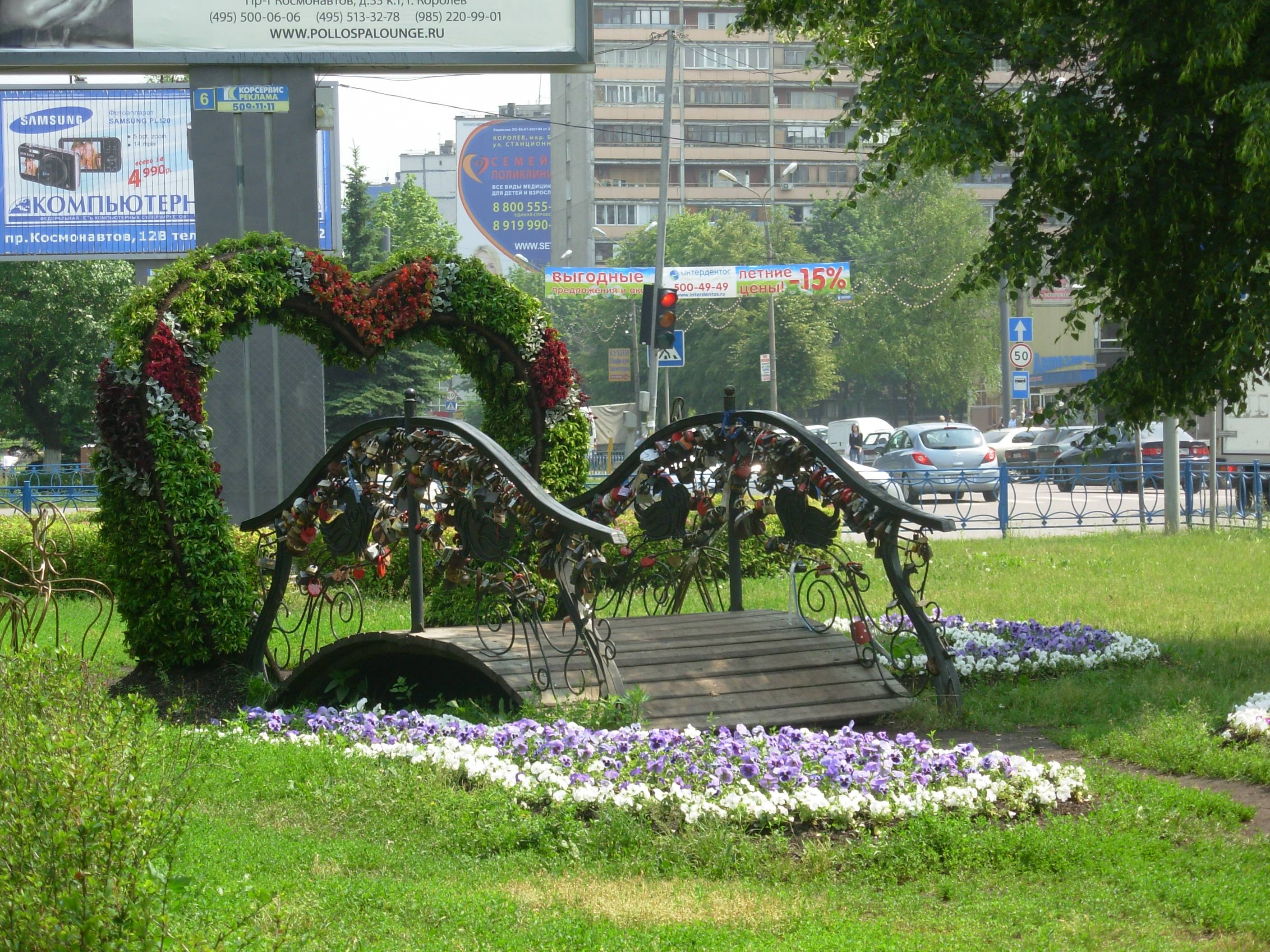
Мостик в семейную жизнь у городского ЗАГСа, 2011 год

Проспект Королёва начинается от улицы Циолковского и заканчивается на улице Исаева. Пересекает проезд Циолковского, улицу 50-летия ВЛКСМ и Коммунальную улицу.

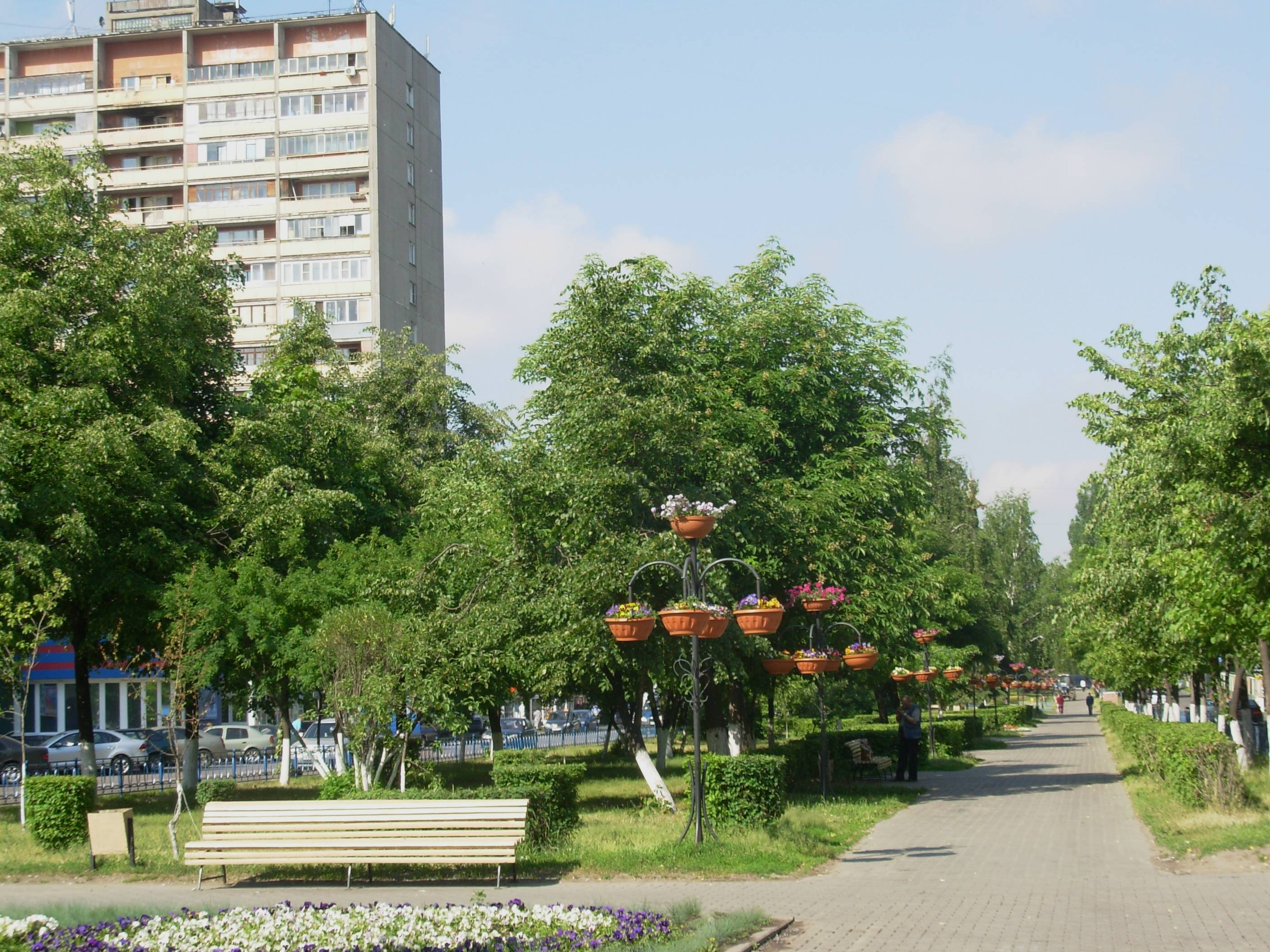
В центре проспекта Королёва, здание МЖК 2011 год

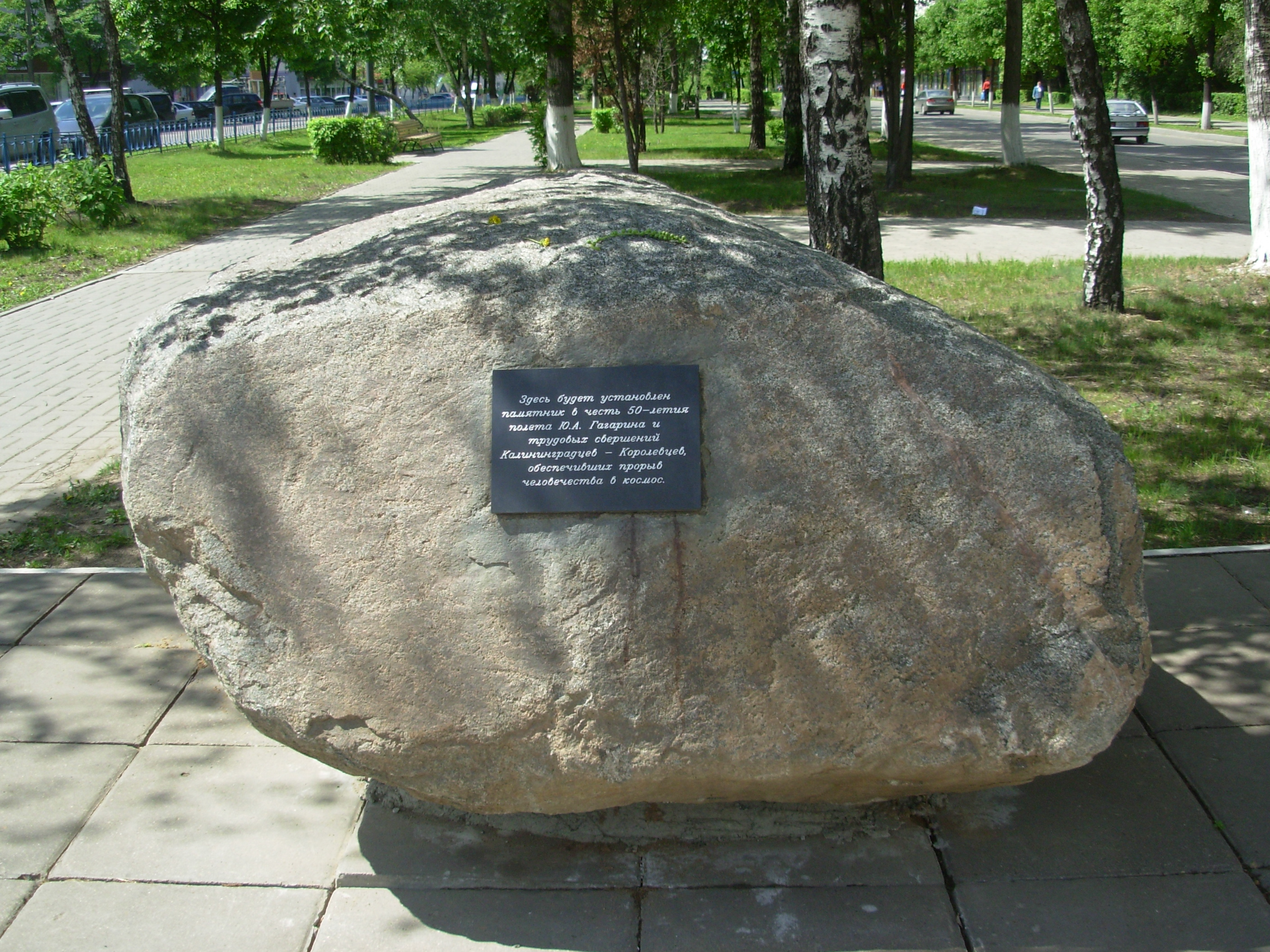
Камень в честь первого полета человека в космос, 2011 год

## Транспорт
Автобусы: 
- 1: Улица Силикатная — ст. Болшево — ст. Подлипки — Улица Силикатная[4]
- 2: Улица Силикатная — ст. Подлипки — ст. Болшево — ул. Силикатная[5]
- 9: Гастроном — ст. Болшево — ЦНИИМАШ[6]
- 28: Улица Силикатная — ст. Болшево — ст. Подлипки — ст. Мытищи [7]
- 31: Лесные Поляны — ст. Болшево — ст. Подлипки [8]
- 392: ул. Силикатная — ст. Болшево — ст. Подлипки — Москва ( ВДНХ) [9]

Маршрутные такси:
- 4: Улица Силикатная — ст. Болшево — ст. Подлипки — Рынок на Яузе
- 13: ст. Подлипки — Юбилейный (Лесная школа) — ст. Болшево — ст. Подлипки
- 58к: ст. Подлипки — ст. Болшево — пл. Загорянская — ст. Щёлково

Движение автотранспорта двухстороннее трёхполосное.

## Организации
- Памятник С. П. Королёву

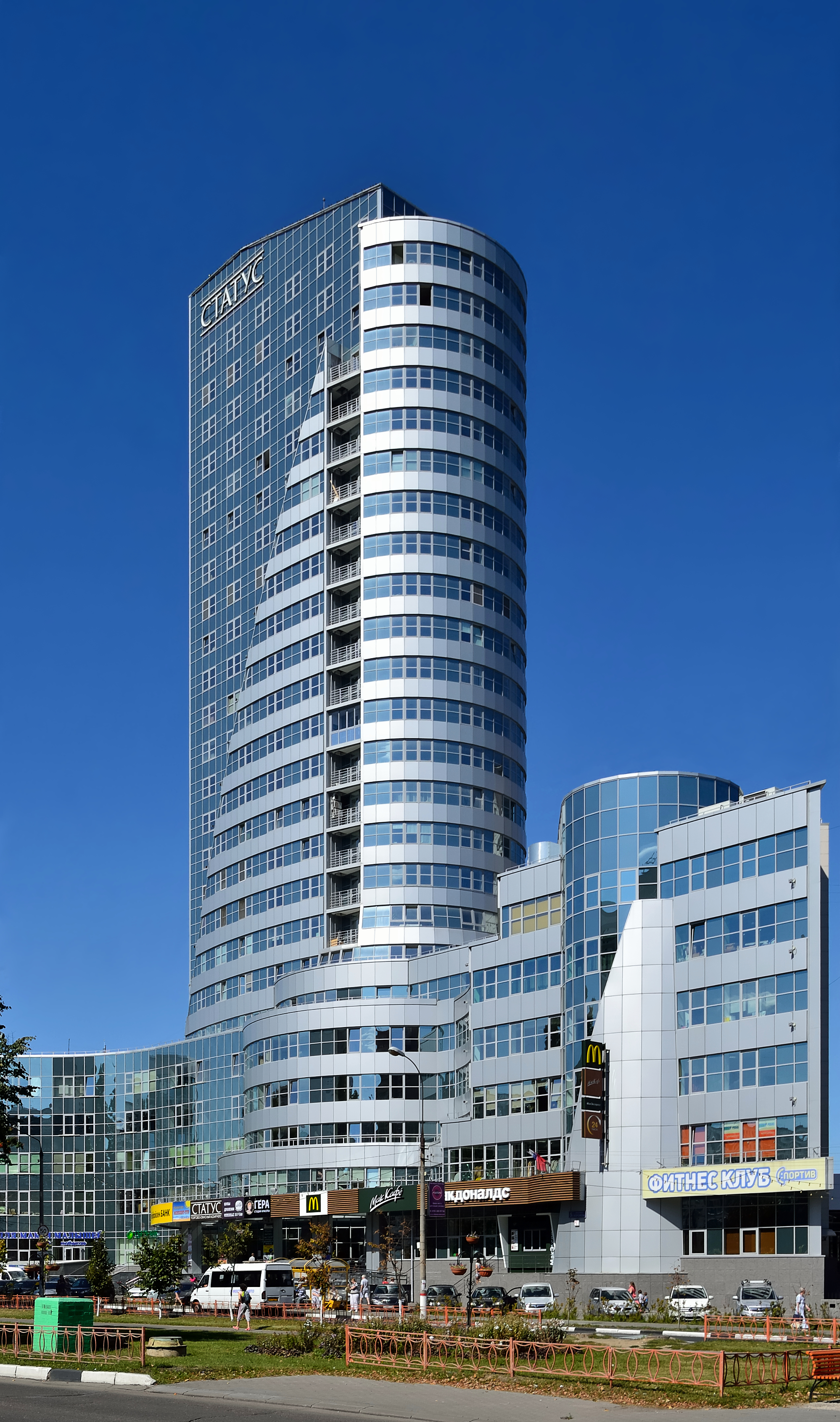
Общественно-жилой комплекс «Статус».

- дом 4а — «Веселые ребята», детский сад №11 г. Королев
- дом 4б — «Эврика», детский сад №35 г. Королев
- дом 5г — «Машенька», детский сад №20 г. Королев
- дом 5д — общественно-жилой комплекс «Статус»
- дом 6а — Аудиторская фирма ООО «СМК Аудит», Консалтинговая фирма «ЮрКонс»
- дом 6г — Супермаркет «Ковчег», ИНКОМ-Недвижимость
- дом 11б — «Сказка», детский сад №12 г. Королев
- дом 14 — ЗАГС[10]
- дом 16/5 — Дом «Китайская стена»
- дом 18/6 — Первый в СССР дом молодёжного жилищного кооператива.
- дом 20 — Торговый комплекс (магазины «Веста-Са», ресторан «Уно Моменто» и др.), Магазин корпусной мебели "ДеКОР LTD", Салон оптики и контактной коррекции "Оптика-Центр"
- дом 22 — ТЦ «Лебедь»
- дом 24 — Центральная областная библиотека им. Н. К. Крупской
- Камень в честь будущего памятника 50-летию первого полета человека в космос
- дом 30/2: Муниципальная статистика Администрации г. Королева, Мемориальная доска Исаеву А. М. (1908—1971)